# Laurisilva na Madeiri
Laurisilva s Madeire je šuma koju je UNESCO 1999. godine proglasio svjetskom baštinom. Smatra se vrlo vrijednim reliktom, zbog svoje veličine i kvalitete, laurisilve, vrste šume lovora koja je u prošlosti bila vrlo česta, a danas je praktički nestala. Vjeruje se da je šuma 90% prašuma. Paleobotanički zapisi otoka Madeira otkrivaju da je šuma lovora postojala na ovom otoku prije najmanje 1,8 milijuna godina.
UNESCO je opravdao uvrštenje ovog mjesta u svjetsku baštinu upravo time što je to najveća preostala šuma lovora, u prošlosti raširena po cijeloj Europi, a danas je praktički istrijebljena. Osim toga, ovaj tip šume smatra se središtem biljne bioraznolikosti i sadrži brojne endemske, rezidualne i rijetke vrste, posebice briofite, paprati i cvjetnice. Također ima vrlo bogatu faunu beskralješnjaka, koja se pojavljuje među endemskim vrstama otoka, lovorovim golubom Madeire.

## Galerija
- Laurisilva na Madeiri
- Stara staza u šumi